# Исаија Отшелник
Преподобни Исаија Отшелник је хришћански пустињак, светитељ и учитељ Православне цркве. Православна црква прославља светог Исаију 3. јула по јулијанском календару.

## Биографија
Рођен је у Египту у сиромашној породици. Школовао се углавном читајући Свето писмо. Подвизавао се у Мисирском Скиту у V и VI веку.
У почетку свог монашког живота Исаија користи учење Светог Пимена Великог и користи велики број његових изрека у својим есејима.
Пред крај свог живота у потпуности се осамио у пустињи те је отуда и прозван отшелник — пустињак.
Спомиње се у књизи Светог Варсануфија и Јована (Одговор 249 и др.) као муж посебне светости. Писао је многа поучења за монахе и отшелнике. Но од његових списа мало је преостало а много уништено од муслимана. Свети Исаија говорио је: 
Ум пре него се пробуди од сна лености налази се с демонима.
Круна свију добрих дела састоји се у томе, да човек положи сву наду своју на Бога, да прибегава к Њему једином свим срцем и свом снагом, да буде испуњен милошћу према свима, и да плаче пред Богом молећи се за помоћ и помиловање.
Какав је знак да је човеку неки грех опроштен? Знак да је грех опроштен јесте то што грех тај не производи више никаква дејства у срцу твом, и што си га ти заборавио до те мере, да у разговору о сличном греху ти не осећаш никакве наклоности томе греху, као нечем сасвим туђем теби. То је знак, да си помилован.
Узалуд и молитве и подвизи човеку који таји у себи злобу на ближњега и жељу за осветом.
Старај се свим силама, да устима не говориш једно а у срцу имаш друго.
Круна врлина јесте љубав, круна страсти јесте правдање грехова својих.

## Дела
Исаија Отшелник је написао велики број црквених дела од којих је мало сачувано. Нека од сачуваних познатих дела су:
- Правила за монахе почетнике;
- Поглавље о аскетизму и тишини;
- Изреке подвижника